# Panama op de Olympische Zomerspelen 1928
Panama debuteerde op de Olympische Spelen tijdens de Olympische Zomerspelen 1928 in Amsterdam, Nederland. Het wist geen medailles te winnen.

## Deelnemers en resultaten
(m) = mannen, (v) = vrouwen 

### Zwemmen
| Olympiër    | Discipline          | Resultaat | Prestatie              |
| ----------- | ------------------- | --------- | ---------------------- |
| Adán Gordón | 100m vrije slag (m) | series    | serie 4: 3de in 1.10,8 |
| Adán Gordón | 400m vrije slag (m) | series    | serie 5: 4de           |

Argentinië · Australië · België · Brits-Indië · Bulgarije · Canada · Chili · Cuba · Denemarken · Duitsland · Egypte · Estland · Filipijnen · Finland · Frankrijk · Griekenland · Groot-Brittannië · Haïti · Hongarije · Ierland · Italië · Japan · Joegoslavië · Letland · Litouwen · Luxemburg · Malta · Mexico · Monaco · Nederland · Nieuw-Zeeland · Noorwegen · Oostenrijk · Panama · Polen · Portugal · Roemenië · Spanje · Tsjecho-Slowakije · Turkije · Uruguay · Verenigde Staten · Zuid-Afrika · Zuid-Rhodesië · Zweden · Zwitserland